# Доверительный интервал для математического ожидания нормальной выборки
Доверительный интервал для математического ожидания — интервал, который с известной вероятностью содержит математическое ожидание генеральной совокупности.

## Случай известной дисперсии
Пусть {\displaystyle X_{1},\ldots ,X_{n}\sim \mathrm {N} (\mu ,\sigma ^{2})} — независимая выборка из нормального распределения, где {\displaystyle \sigma ^{2}} — известная дисперсия. Определим произвольное {\displaystyle \alpha \in [0,1]} и построим доверительный интервал для неизвестного среднего {\displaystyle \mu }.
Утверждение. Случайная величина
{\displaystyle Z={\frac {{\bar {X}}-\mu }{\sigma /{\sqrt {n}}}}}
имеет стандартное нормальное распределение {\displaystyle \mathrm {N} (0,1)}. Пусть {\displaystyle z_{\alpha }} — это {\displaystyle \alpha }-квантиль стандартного нормального распределения. Тогда в силу симметрии последнего имеем:
{\displaystyle \mathbb {P} \left(-z_{1-{\frac {\alpha }{2}}}\leq Z\leq z_{1-{\frac {\alpha }{2}}}\right)=1-\alpha }.
После подстановки выражения для {\displaystyle Z} и несложных алгебраических преобразований получаем:
{\displaystyle \mathbb {P} \left({\bar {X}}-z_{1-{\frac {\alpha }{2}}}{\frac {\sigma }{\sqrt {n}}}\leq \mu \leq {\bar {X}}+z_{1-{\frac {\alpha }{2}}}{\frac {\sigma }{\sqrt {n}}}\right)=1-\alpha }.

## Случай неизвестной дисперсии
Пусть {\displaystyle X_{1},\ldots ,X_{n}\sim \mathrm {N} (\mu ,\sigma ^{2})} — независимая выборка из нормального распределения, где {\displaystyle \mu ,\sigma ^{2}} — неизвестные константы. Построим доверительный интервал для неизвестного среднего {\displaystyle \mu }.
Утверждение. Случайная величина
{\displaystyle T={\frac {{\bar {X}}-\mu }{S/{\sqrt {n}}}}},
где {\displaystyle S} — несмещённое выборочное стандартное отклонение, имеет распределение Стьюдента с {\displaystyle n-1} степенями свободы {\displaystyle \mathrm {t} (n-1)}. Пусть {\displaystyle t_{\alpha ,n-1}} — {\displaystyle \alpha }-квантили распределения Стьюдента. Тогда в силу симметрии последнего имеем:
{\displaystyle \mathbb {P} \left(-t_{1-{\frac {\alpha }{2}},n-1}\leq T\leq t_{1-{\frac {\alpha }{2}},n-1}\right)=1-\alpha }.
После подстановки выражения для {\displaystyle T} и несложных алгебраических преобразований получаем:
{\displaystyle \mathbb {P} \left({\bar {X}}-t_{1-{\frac {\alpha }{2}},n-1}{\frac {S}{\sqrt {n}}}\leq \mu \leq {\bar {X}}+t_{1-{\frac {\alpha }{2}},n-1}{\frac {S}{\sqrt {n}}}\right)=1-\alpha }.